# Igrzyska Ameryki Środkowej i Karaibów 1946
Igrzyska Ameryki Środkowej i Karaibów 1946 – piąte igrzyska Ameryki Środkowej i Karaibów, multidyscyplinarne zawody sportowe dla krajów znajdujących się w Ameryce Środkowej i na Karaibach, które odbyły się w kolumbijskim mieście Barranquilla w dniach 8–28 grudnia 1946 roku.

## Informacje ogólne
Zawody pobiły dotychczasowe rekordy, bowiem trzynaście uczestniczących krajów wystawiło łącznie 1246 zawodników i 294 zawodniczek. Sportowcy rywalizowali w 107 konkurencjach w 19 dyscyplinach – notując wzrost w obu tych klasyfikacjach. Miejsce uznanego za zbyt drogi sport jeździectwa zajęły gimnastyka sportowa i softball. W zawodach zadebiutowały Dominikana, Antyle Holenderskie oraz Trynidad i Tobago, powróciła Gwatemala, zabrakło zaś Nikaragui.

## Dyscypliny
- Baseball  (szczegóły)
- Boks  (szczegóły)
- Frontenis (szczegóły)
- Gimnastyka sportowa  (szczegóły)
- Golf  (szczegóły)
- Kolarstwo torowe  (szczegóły)
- Koszykówka  (szczegóły)
- Lekkoatletyka  (szczegóły)
- Piłka nożna  (szczegóły)
- Piłka wodna  (szczegóły)
- Pływanie  (szczegóły)
- Podnoszenie ciężarów  (szczegóły)
- Siatkówka (halowa)  (szczegóły)
- Skoki do wody  (szczegóły)
- Strzelectwo  (szczegóły)
- Softball  (szczegóły)
- Szermierka  (szczegóły)
- Tenis ziemny  (szczegóły)
- Zapasy  (szczegóły)

## Tabela medalowa
Źródło.
| Lp. | Państwo             | Złoto | Srebro | Brąz | Razem |
| --- | ------------------- | ----- | ------ | ---- | ----- |
| 1   | Kuba                | 29    | 26     | 23   | 78    |
| 2   | Meksyk              | 26    | 22     | 28   | 76    |
| 3   | Panama              | 13    | 17     | 10   | 40    |
| 4   | Portoryko           | 9     | 8      | 7    | 24    |
| 5   | Jamajka             | 6     | 11     | 9    | 26    |
| 6   | Kolumbia            | 5     | 8      | 3    | 16    |
| 7   | Trynidad i Tobago   | 4     | 3      | 5    | 12    |
| 8   | Dominikana          | 4     | 2      | 1    | 7     |
| 9   | Wenezuela           | 3     | 3      | 5    | 11    |
| 10  | Antyle Holenderskie | 3     | 1      | 2    | 6     |
| 11  | Gwatemala           | 2     | 3      | 3    | 8     |
| 12  | Kostaryka           | 2     | 0      | 1    | 3     |
| 13  | Salwador            | 1     | 3      | 3    | 7     |